# Xiao Hong
Xiao Hong (chiń. upr. 萧红; ur. 1 czerwca 1911, zm. 22 stycznia 1942) – chińska pisarka. Znana również pod pseudonimami Qiao Yin oraz Lingling.

## Imiona
Xiao Hong znana była pod wieloma imionami. Urodziła się i w dzieciństwie była znana jako Zhang Ronghua (chiń. 張榮華). Jej imieniem formalnym używanym w szkole było Zhang Xiuhuan (chiń. 張秀環). Jej dziadek zmienił jej imię na Zhang Naiying (chiń. 張廼瑩).
Pseudonim Xiao Hong przyjęła będąc w związku z Xiao Junem. Oboje dobrali imiona w ten sposób, aby razem tworzyły zwrot mała czerwona armia (chiń. 小小紅軍, pinyin xiǎo xiǎo hóngjūn).

## Życiorys

### Dzieciństwo i młodość
Xiao Hong urodziła się w zamożnej rodzinie ziemiańskiej w Święto Smoczych Łodzi w prowincji Heilongjiang, w prefekturze Hulan. Gdy miała 9 lat, zmarła jej matka. W 1927 r. uczęszczała do szkoły dla dziewcząt w Harbin, gdzie spotkała się z ideami progresywistycznymi Ruchu 4 Maja, a także zapoznała się z chińską literaturą tradycyjną oraz literaturą obcą. Jej ulubionym autorem był Lu Xun.
W dzieciństwie znaczny wpływ na nią miały dwie osoby: jej ojciec i jej dziadek. Ten pierwszy był rzekomo człowiekiem trudnym i chłodnym w stosunkach z młodą pisarką. Jej dziadek natomiast był opisywany jako jedyna osoba, która ją rozumiała. W jednym ze swoich szkiców (Wieczna tęsknota i dążenia, chiń. 永久的憧憬與追求) opisała scenę bycia bitą przez swojego ojca.

### Związki i miłość
Na bazie autobiografii, stwierdza się, że trudne dzieciństwo Xiao Hong wywarło wpływ na jej przyszłe kontakty międzyludzkie, a zwłaszcza na jej życie miłosne. W kontaktach z ludźmi dominowały w niej dwa skrajne odczucia: poczucie opieki i bezpieczeństwa, oraz porzucenia.
W 1929 r. została zmuszona przez swojego ojca do zaakceptowania zaaranżowanego małżeństwa. Przerażona jednak prospektem i brakiem przywiązania do swojej prefektury po śmierci dziadka, uciekła z domu.
W 1932 r. mąż opuścił ją, zostawiając ciężarną w hotelu. Nie mogąc utrzymać dziecka, oddała je do adopcji.
Będąc na granicy ubóstwa po odejściu swojego męża, Xiao Hong, w akcie desperacji, zdecydowała się napisać do lokalnej gazety po pomoc. Redaktor był zszokowany jej historią i pragnąc potwierdzić jej prawdziwość, wysłał do niej Xiao Juna, który, zafascynowany jej talentem pisarskim, wspomógł ją i został jej partnerem. W sierpniu 1932 r. zdecydowali się zamieszkać razem. Razem dołączyli do grupy młodych autorów lewicowych.
W 1938 r. poznała Duanmu Honglianga i zakochała się w nim. Pobrali się w maju 1938 r. w Wuhan.

### Śmierć
Zmarła w wieku 30 lat, 22 stycznia 1942 r. w Hongkongu podczas wojennego zamieszania. Została pochowana o zmierzchu 25 stycznia 1942 r. w Repulse Bay. W sierpniu 1957 r. jej grób został przesunięty do Kantonu.

## Twórczość
Twórczość Xiao Hong to przede wszystkim proza opisowa, w której splątują się wątki autobiograficzne oraz opisy życia ludzi. Stanowią ją również szkice, eseje i generalne przemyślenia. Jej twórczość skupia się na racjonalnych aspektach jej samej – jej styczności ze społecznością i innymi.

### Dzieła
- Opuszczone dziecko (chiń. 棄兒, pinyin Qì ér) (1933, jako Qiao Yin)
- Wędrówka (chiń. 跋涉, pinyin Báshè) (1933, razem z Xiao Junem)
- Pole życia i śmierci (chiń. 生死場, pinyin Shēngsǐ chǎng) (1934)
- Wieczna tęsknota i dążenia (chiń. 永久的憧憬與追求, pinyin Yǒngjiǔ de chōngjǐng yǔ zhuīqiú) (1936)
- Ulica handlowa (chiń. 商市街, pinyin Shāng shìjiē) (1936)
- Wspomnienia Pana Lu Xun (chiń. 回憶魯迅先生, pinyin Huíyì lǔxùn xiānshēng) (1940)
- Marmur (chiń. 馬伯樂, pinyin Mǎ bólè) (1940)
- Opowieści znad rzeki Hulan (chiń. 呼蘭河傳, pinyin Hū lán hé chuán) (1942) tłum. Magdalena Stoszek-Deng, Państwowy Instytut Wydawniczy, 2021. ISBN 978-83-8196-222-3.
- Dłonie (chiń. 手, pinyin Shǒu) (1936) tłum. Marta Torbicka,  magazyn „Wizje” Numer 2/2023.